# Tesla
Tesla, «Тесла» — американская компания, производитель электромобилей, зарядных станций, солнечных батарей и систем для накопления электроэнергии. 
В отличие от большинства автопроизводителей компания самостоятельно продает автомобили без участия дилеров, также управляет бизнесом по зарядке электромобилей на собственной сети зарядных станций и осуществляет пилотные проекты предоставления сервисов беспилотного такси.

## История
Компания Tesla (основанная как Tesla Motors) была зарегистрирована 1 июля 2003 года Мартином Эберхардом и Марком Тарпеннингом. Ян Райт был третьим сотрудником Tesla, присоединившимся к ней несколько месяцев спустя. 
Компания была названа в честь американского инженера, изобретателя в области электротехники Николы Теслы.
Среди инвесторов компании были основатели Google Ларри Пейдж и Сергей Брин, основатель и президент компании eBay Джефри Сколл, Daimler AG, Toyota (инвестировала около 50 млн долларов) и Илон Маск. На первом этапе больше всех вложил Илон Маск — 70 млн долларов, заработанных на продаже своей доли в PayPal. Маск стал председателем совета директоров и назначил Эберхарда генеральным директором (в 2007 году он покинул компанию). Тарпеннинг, получивший пост вице-президента и инженера, ушёл в 2008 году. нынешнее руководство компании называет сооснователями Илона Маска, Джеффри Брайана Страубела и Иэна Райта.
Целью Tesla было начать со спортивного автомобиля премиум-класса, а затем перейти к более массовым автомобилям. Первая модель Roadster была представлена в 2008 году; она была способна проехать без подзарядки 384 км и по большинству характеристик не уступала спортивным машинам с двигателем внутреннего сгорания; главным её недостатком была высокая цена (109 тыс. долларов).
В январе 2010 года Tesla получила от Министерства энергетики США заём в размере 465 млн долларов, который компания погасила в 2013 году. В мае 2010 года Tesla купила за 42 млн долларов завод во Фримонте (Калифорния) и начала его переоборудование под производство Model S. Завод, получивший название Tesla Factory был открыт в 1962 году компанией General Motors, в 1984 году перешёл к NewUnitedMotorManufacturing, Inc (совместному предприятию General Motors и Toyota).
29 июня 2010 года Tesla провела первичное размещение акций (IPO) на NASDAQ, принёсшее 226 млн долларов. Tesla стала первой американской автомобильной компанией, осуществившей IPO, после Ford Motor в 1956 году. В июне 2012 года Tesla на смену Roadster начала производство своего второго автомобиля — Model S; в отличие от первой модели, аккумуляторы размещались не сзади, а под полом, что освобождало багажник и снижало центр тяжести, такое размещение батарей применялось и в последующих моделях. С 2012 года компания начала создавать сеть зарядных станций Superchargers в США и Европе. С 2014 года в автомобилях компании начала применяться система помощи водителю Tesla Autopilot. В 2015 году был представлен кроссовер Model X. В июле 2017 года Tesla начала продавать седан Model 3 стоимостью 35 тыс. долларов, ставший самым популярным электромобилем в мире, его успех позволил компании начать получать прибыль.
В 2016 году была куплена компания SolarCity; она была основана в 2006 году в Калифорнии при участии Илона Маска, занимается сборкой и установкой солнечных энергосистем. В связи с расширением сферы деятельности название Tesla Motors в 2017 году было изменено на Tesla, Inc. В 2018 году Маск делал заявления о намерении преобразовать компанию в частную, выкупив её акции; в сентябре того же года Комиссия по ценным бумагам и биржам предъявила ему обвинения в мошенничестве и введении в заблуждение инвесторов, Маск и Tesla были оштрафованы на 20 млн долларов и Маску пришлось покинуть пост председателя совета директоров.
В январе 2017 года начал работу завод по производству литий-ионных аккумуляторов в Неваде, получивший название «Гигафабрика 1». Стоимость завода составила около 5 млрд долларов, в финансировании строительства и оснащении завода принимала участие японская корпорация Panasonic. Также в 2017 году начала работу вторая «Гигафабрика», расположенная в штате Нью-Йорк; она тоже была построена в сотрудничестве с Panasonic и занимается сборкой солнечных батарей и производством зарядных станций. В 2019 году Tesla купила производителя батарей Maxwell, сумма сделки составила 218 млн долларов. 14 марта 2019 года был представлен новый электромобиль Tesla Model Y.
Седан Tesla Model 3 в 2019 — начале 2020-х годов был самым продаваемым электромобилем в истории на то время, преодолев отметку 800 тысяч.
В 2019 году Tesla стала крупнейшим производителем электромобилей в мире и держалась на этом месте несколько лет. 
В ноябре 2020 года Tesla, Uber и ещё 26 американских компаний учредили организацию Zero Emission Transport Association (ZETA), которая будет лоббировать увеличение количества электромобилей в США. Ассоциация будет выступать за изменения в национальной политике, которые подтолкнут отрасль к полному переходу на электромобили в секторах транспорта лёгкой, средней и большой грузоподъёмности к 2030 году.
Завод Tesla в Шанхае — первый за пределами США, официально открылся в январе 2020 года (из-за вспышки коронавируса фабрика закрылась в конце месяца, но вновь заработала с 10 февраля). Предполагается, что запуск производства в Шанхае позволит компании нарастить мощность со 150 до 250 тысяч электромобилей в год. 11 мая 2021 года стало известно о том, что компания отказалась от планов покупки земли в Шанхае для расширения своего завода в этом городе.
24 марта 2021 года Илон Маск объявил, что электромобили Tesla теперь можно приобрести за биткойны. 21 июля 2021 года Маск заявил в Twitter, что его компания намерена сделать сеть станций быстрой зарядки для Tesla доступной также и для электромобилей других производителей. 
В 2021 году Tesla вышла на первое место по рыночной капитализации среди автомобильных компаний, обойдя японского автопроизводителя Toyota. В конце октября 2021 года капитализация Tesla впервые превысила 1 трлн долларов, ранее этой отметки достигали только 4 американские компании (Apple, Microsoft, Amazon и Alphabet). В конце 2021 года началось производство электромобилей на заводе в Техасе, туда же была перенесена штаб-квартира компании (до этого она располагалась в Калифорнии).
В марте 2022 года открылся второй зарубежный завод Tesla «Гига Берлин» в Германии. Его строительство началось в мае 2020 года и обошлось более 5 млрд евро. На первых этапах предприятие начало производство аккумуляторов и сборку кроссоверов Tesla Model Y для европейского рынка. Номинальная производительность завода — 500 тыс. автомобилей и 50 ГВт⋅ч аккумуляторов.
В апреле 2023 года Tesla объявила о строительстве нового завода аккумуляторов Megapack в Китае, который дополнит аналогичную фабрику в Калифорнии. Планируемая производственная мощность будущей Megafactory составит 10 тысяч единиц в год энергоёмкостью около 40 гигаватт-часов. Фабрика в Шанхае была открыта 11 февраля 2025 года.
В июле 2023 года Илон Маск заявил, что в третьем квартале компания предоставит лицензию на использование своей системы автопилота Full Self-Driving (FSD) другим автопроизводителям. В течение 2024—2025 гг Маск повторял о возможном лицензировании FSD другим компаниям.
В конце 2024 года, после избрания президентом США Дональда Трампа, которого поддерживал Илон Маск, капитализация компании после превысила 1 триллион долларов.  
В списке крупнейших публичных компаний в мире Forbes Global 2000 за 2024 год Tesla заняла 58-е место. В списке крупнейших компаний США по размеру выручки Fortune 500 заняла 40-е место.
По итогам 2024 года Tesla стала вторым производителем электромобилей в мире после BYD.
В феврале 2025 года сеть зарядных станций Tesla была доступна значительному количеству марок электромобилей других производителей.
В начале 2025 года продажи электромобилей Tesla в мире резко упали как по сравнению с аналогичным периодом предыдущего года, так и по сравнению с электромобилями других марок. Это связывали как со стареющим модельным рядом Tesla, так и с активным вовлечением Илона Маска в политику С конца февраля 2025 года капитализация Tesla составляла менее 1 триллиона долларов.
Результаты первого квартала были объявлены 22 апреля 2025 года. В нём выручка от продажи автомобилей упала на 20% по сравлению с первым кварталом 2024 года. На звонке с инвесторами и аналитиками Илон Маск объявил о планах снизить свою активность в государственных делах и пообещал уделять больше временени компании Тесла. Также были подтверждены планы выпустить недорогую модель электромобиля в первой половине 2025 года и запустить сервис роботакси летом 2025 года в Техасе .

## Собственники и руководство
Акции компании с 2010 года котируются на бирже Nasdaq. Институциональным инвесторам по состоянию на начало 2023 года принадлежало 43 % акций, крупнейшими из них были: The Vanguard Group (6,9 %), BlackRock (5,6 %), State Street Global Advisors (3,1 %), Geode Capital Management (1,5 %), Capital Group Companies (1,5 %), FMR LLC (1,0 %).
- Робин Денхольм (Robyn Denholm[англ.], род. 27 мая 1963 года в Австралии) — председатель совета директоров с ноября 2018 года, в совете с 2014 года. Ранее работала в австралийском филиале Toyota, американских компаниях Juniper Networks и Sun Microsystems, австралийской телекоммуникационной компании Telstra.
- Илон Маск — генеральный директор и крупнейший акционер (около 13 % акций[44]), также основатель нескольких компаний, включая SpaceX и The Boring Company. Большую часть 2022—2025 годов считался самым богатым человеком в мире[45][46].

## Деятельность, бизнес-модель и подразделения компании
В апреле 2025 года Tesla обнародовала худшие квартальные показатели с 2022 года: в первые три месяца компания поставила клиентам около 336,7 тыс. автомобилей, что на 13% меньше, чем годом ранее. Чистая прибыль в первом квартале 2025 года упала на 71%. На фоне этих новостей The Wall Street Journal сообщила, что Совет директоров Tesla ищет нового генерального директора, что Илон Маск назвал умышленно опубликованной ложной информацией.
Основные бизнес-подразделения по состоянию на май 2025 год:
- Автомобили (Automotive) — производство и продажа легковых электромобилей моделей 3, Y, S, X, а также грузового электромобиля Tesla Semi. Подразделение внесло вклад более 70% выручки компании по итогам первого квартала 2025 года.
- Генерация и хранение электроэнергии (Tesla Energy Generation & Storage) — производство и продажа систем накопления электроэнергии на базе литий-ионных аккумуляторов под брендами Powerwall и Megapack, а также производство и продажа солнечных батарей. Продажи подразделения составили около 15 % выручки всей компании по итогам первого квартала 2025 года.
- Сервисы и пр. (Services and other) — включает в себя бизнес по зарядке электромобилей на зарядных станциях Tesla. Продажи подразделения составили около 15 % выручки всей компании по итогам первого квартала 2025 года.

В отличие от большинства автопроизводителей, Tesla не продаёт и не обслуживает автомобили через независимых дилеров. Как правило, салоны Tesla представляют собой лишь демонстрационные площадки, покупка осуществляется непосредственно через сайт Tesla.
На США в 2022 году приходилось 50 % выручки, на Китай — 22 %.

### Tesla Energy Generation & Storage
В апреле 2025 года компания Tesla сообщила, что продажи продукции Energy Generation & Storage в первом квартале 2025 года выросла на 67% по сравлению с первым кварталом 2024 года и составили 2,73 млрд долларов США. Продукция в этой категории представляла собой бытововую (Powerwall) и промышленную (Megapack) системы накопления электроэнергии и солнечные панели. 
По сообщениям СМИ, систему солнечной черепицы Tesla Solar Roof, основанную на солнечных панелях, в 2025 году компания перестала устанавливать и продвигать. 
История энергетического подразделения Тесла началась с покупки компании SolarCity, занимающейся солнечной энергетикой, которую Tesla приобрела в 2016 году.

### Сеть Supercharger

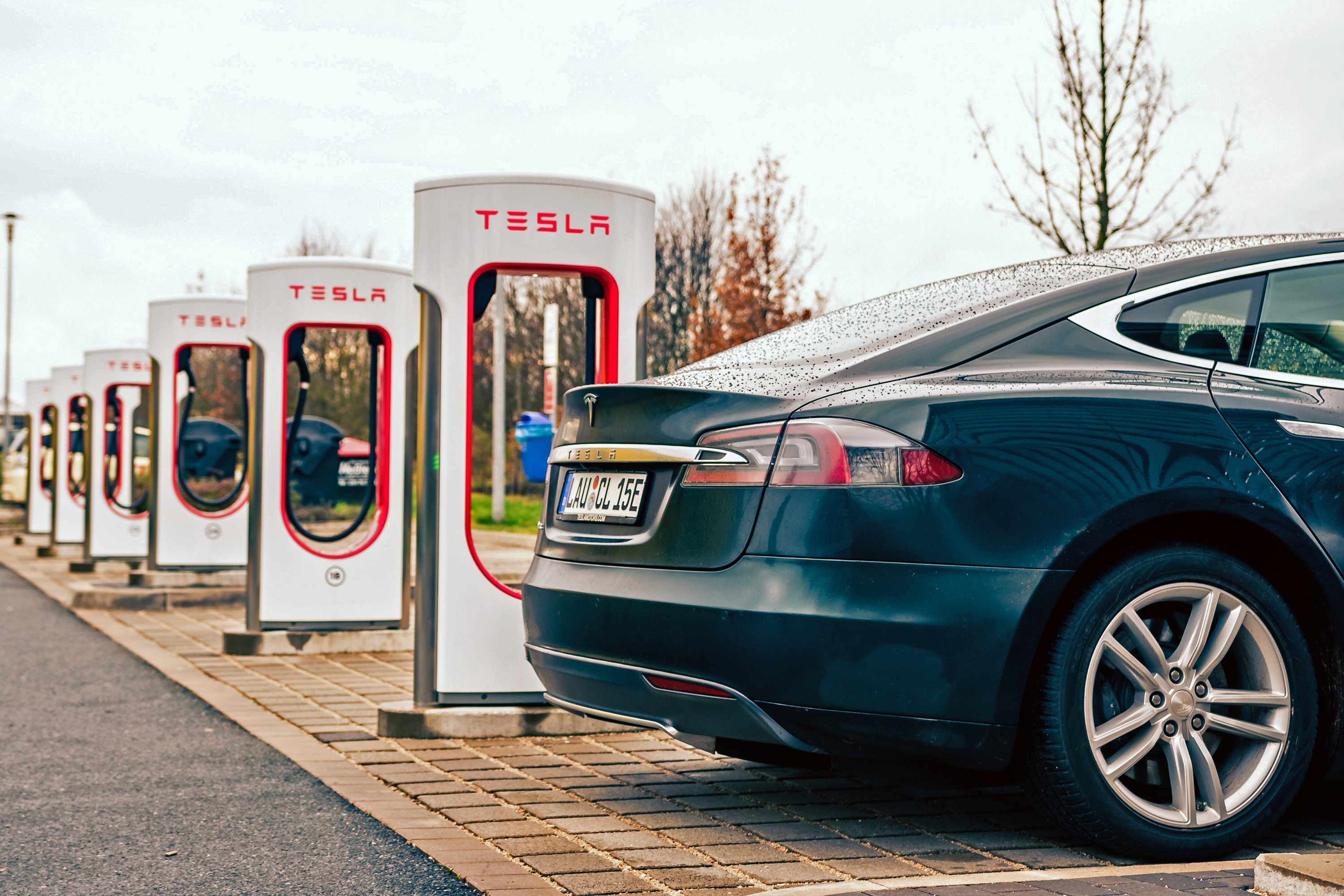
Станция зарядки Supercharger

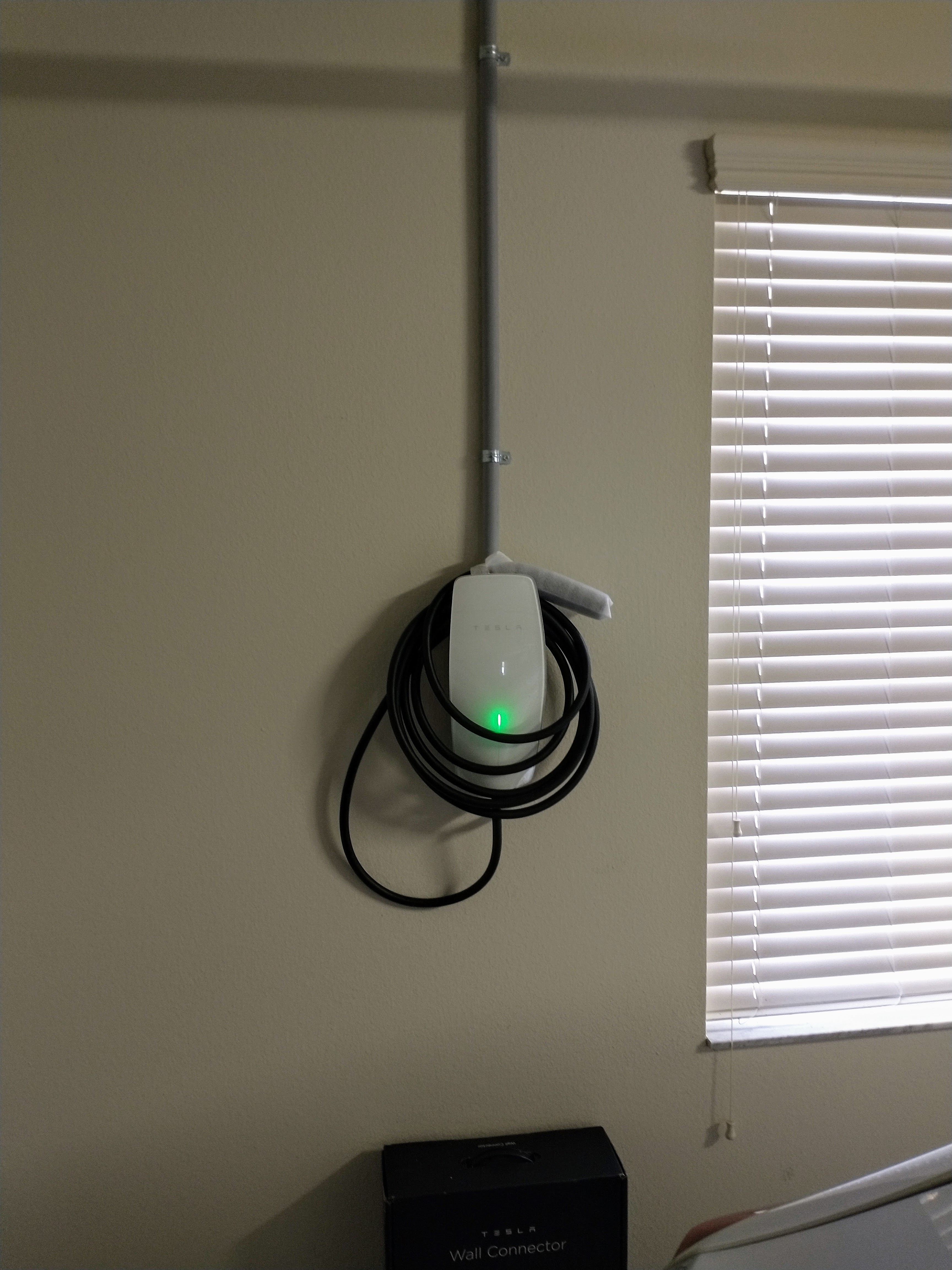
NACS (North American Charging Standard/Tesla)

Tesla разворачивает сеть быстрых зарядных станций Tesla Supercharger. Зарядка производится постоянным током напряжением 480 В.
Tesla дополняет некоторые зарядные станции солнечными батареями и системой для накопления электроэнергии Megapack.
Некоторые станции используют энергию от солнечных батарей. В 2025 году компания открыла первую зарядную станцию Supercharger Oasis, которая может не использовать электроэнергию из сети, работая только на солнечных батареях с системой накопления энергии. 
По состоянию на апрель 2023 года сеть Supercharger насчитывала 4927 станций, из них 1941 в Северной Америке (1724 в США), 2013 в Азиатско-Тихоокеанском регионе (1628 в Китае) и 973 в Европе (164 в Германии и 142 во Франции).
Стоимость услуг при зарядке автомобилей Tesla:
- Зарядка аккумуляторной батареи (до 80 % за 40 минут для 100 кВт⋅ч батареи) — включена в стоимость автомобиля (для Model S и X, купленных до 1 апреля 2017 года). Model S, Model X, а также Model 3 (только Performance версии), купленные по партнёрской программе (referral), также получали бесплатную пожизненную зарядку, но в сентябре 2018 исчезла и эта возможность[61]. Для автовладельцев Tesla, купленных с сентября 2018 года, пользование сетью зарядок Supercharger платное, стоимость зависит от цены электричества в штате/стране, но в любом случае дешевле, чем заправка бензином на аналогичный пробег. Тарификация происходит по количеству потреблённого электричества. Владельцам Model S и X каждый год предоставляется бесплатных кредитов на 400 кВт⋅ч (чего хватает приблизительно на 1000 миль — 1600 км)[62], владельцы Model 3 платят за каждую зарядку на Supercharger.

Помимо станций быстрой зарядки Supercharger, владельцы электромобилей Tesla могут воспользоваться сетью медленных зарядок (до 22 кВт) Destination charger, которые обычно расположены в отелях и ресторанах (так как медленная зарядка электромобиля обычно происходит за несколько часов).
В марте 2023 года Tesla разрешила владельцам других электромобилей использовать часть станций Supercharger в 17 странах.

### Производственные мощности
| Ввод в эксплуатацию | Название                | Город                         | Страна                    | Сотрудники | Выпускаемые продукты                                                                              | Примечания                                                                                 |
| ------------------- | ----------------------- | ----------------------------- | ------------------------- | ---------- | ------------------------------------------------------------------------------------------------- | ------------------------------------------------------------------------------------------ |
| 2010                | Завод Tesla во Фремонте | Фримонт, Калифорния           | Соединённые Штаты Америки | 10 000     | Model S, Model 3, Model X, Model Y                                                                | В прошлом, завод совместного предприятия General Motors и Toyota.                          |
| 2016                | Гига Невада             | Стори, Невада                 | Соединённые Штаты Америки | 7000       | Литий-ионные аккумуляторы, Powerwall, Powerpack, Megapack, Semi (в будущем)                       | Также известна как «Гигафабрика 1».                                                        |
| 2017                | Гига Нью-Йорк           | Буффало, Нью-Йорк             | Соединённые Штаты Америки | 1500       | Солнечная крыша Tesla, Supercharger                                                               | Также известна как «Гигафабрика 2».                                                        |
| 2019                | Гига Шанхай             | Шанхай                        | Китай                     | 15 000     | Model 3, Model Y                                                                                  | Также известна как «Гигафабрика 3».                                                        |
| 2022                | Гига Берлин             | Грюнхайде (Марк), Бранденбург | Германия                  | 10 000     | Model Y, Литий-ионные аккумуляторы (в будущем), Model 3 (в будущем)                               | Также известна как «Гигафабрика 4».                                                        |
| 2022                | Гига Техас              | Остин, Техас                  | Соединённые Штаты Америки | 10 000     | Cybertruck (в будущем), Model Y, Model 3 (в будущем), Semi (в будущем), Литий-ионные аккумуляторы | Штаб-квартира Tesla по состоянию на декабрь 2021 года. Также известна как «Гигафабрика 5». |

### Tesla в России
- В апреле 2016 года в Подмосковье появилась первая в России станция Supercharger[76][77].
- По состоянию на 1 января 2025 года в России было зарегистрировано около 6700 автомобилей Tesla при общем количестве электромобилей в стране около 60 тыс.[78]. При этом в 2024 году в России было зарегистрировано около 2100 сделок с подержанными автомобилями Tesla[79]. В декабре 2024 года в России было продано 40 новых автомобилей Tesla[80]

### Показатели деятельности до 2025 года
Tesla в 2024 году произвела и продала около 1,775 млн автомобилей, из них 1,09 млн - Tesla Y.

### Количество проданных автомобилей по кварталам
- Model S
- Model X
- Model S/X
- Model 3/Y

| Квартал      | Продано | Продано | Продано   | Продано | Ожидает поставку | Всего произведено | Источник        |
| Квартал      | Model S | Model X | Model 3/Y | Всего   | Ожидает поставку | Всего произведено | Источник        |
| ------------ | ------- | ------- | --------- | ------- | ---------------- | ----------------- | --------------- |
| I кв. 2015   | 10 045  | 0       | 0         | 10 045  |                  | 11 160            | [ 83 ]          |
| II кв. 2015  | 11 532  | 0       | 0         | 11 532  |                  | 12 807            | [ 84 ]          |
| III кв. 2015 | 11 597  | 6       | 0         | 11 603  |                  | 13 091            | [ 85 ]          |
| IV кв. 2015  | 17 272  | 206     | 0         | 17 478  |                  | 14 307            | [ 86 ]          |
| I кв. 2016   | 12 420  | 2400    | 0         | 14 820  | 2615             | 15 510            | [ 87 ]          |
| II кв. 2016  | 9764    | 4638    | 0         | 14 402  | 5150             | 18 345            | [ 88 ]          |
| III кв. 2016 | 16 047  | 8774    | 0         | 24 821  | 5065             | 24 736            | [ 89 ] [ 90 ]   |
| IV кв. 2016  | 12 700  | 9500    | 0         | 22 254  | 6450             | 24 882            | [ 91 ] [ 92 ]   |
| I кв. 2017   | ~13 450 | ~11 550 | 0         | ~25 000 | ~4650            | 25 418            | [ 93 ]          |
| II кв. 2017  | ~12 000 | ~10 000 | 0         | 22 026  | ~3500            | 25 708            | [ 94 ] [ 95 ]   |
| III кв. 2017 | 14 065  | 11 865  | 220       | 26 150  | 4820             | 25 336            | [ 96 ]          |
| IV кв. 2017  | 15 200  | 13 120  | 1550      | 29 870  | 3380             | 24 565            | [ 97 ]          |
| I кв. 2018   | 11 730  | 10 070  | 8180      | 29 980  | 6100             | 34 494            | [ 98 ]          |
| II кв. 2018  | 10 930  | 11 370  | 18 440    | 40 740  | 15 058           | 53 339            | [ 99 ]          |
| III кв. 2018 | 14 470  | 13 190  | 56 065    | 83 725  | 11 824           | 80 142            | [ 100 ] [ 101 ] |
| IV кв. 2018  | 13 500  | 14 050  | 63 359    | 90 700  | 2907             | 86 555            | [ 102 ]         |
| I кв. 2019   | 12 091  | 12 091  | 50 928    | 63 019  | 10 600           | 77 138            | [ 103 ]         |
| II кв. 2019  | 17 722  | 17 722  | 77 634    | 95 356  | 7400             | 87 048            | [ 104 ] [ 105 ] |
| III кв. 2019 | 17 483  | 17 483  | 79 703    | 97 186  |                  | 96 155            | [ 106 ]         |
| IV кв. 2019  | 19 475  | 19 475  | 92 620    | 112 095 |                  | 104 891           | [ 107 ]         |
| I кв. 2020   | 12 230  | 12 230  | 76 266    | 88 496  |                  | 102 672           | [ 108 ] [ 109 ] |
| II кв. 2020  | 10 614  | 10 614  | 80 277    | 90 891  |                  | 82 272            | [ 110 ] [ 111 ] |
| III кв. 2020 | 15 275  | 15 275  | 124 318   | 139 593 |                  | 145 036           | [ 112 ] [ 113 ] |
| IV кв. 2020  | 18 966  | 18 966  | 161 701   | 180 667 |                  | 179 757           | [ 114 ]         |
| I кв. 2021   | 2030    | 2030    | 182 847   | 184 877 |                  | 180 338           | [ 115 ]         |
| II кв. 2021  | 1895    | 1895    | 199 409   | 201 304 |                  | 206 421           | [ 116 ]         |
| III кв. 2021 | 9275    | 9275    | 232 025   | 241 300 |                  | 237 823           | [ 117 ]         |
| IV кв. 2021  | 11 750  | 11 750  | 296 850   | 308 600 |                  | 305 840           | [ 118 ]         |
| I кв. 2022   | 14 724  | 14 724  | 295 324   | 310 048 |                  | 305 407           | [ 119 ]         |
| II кв. 2022  | 16 162  | 16 162  | 238 533   | 254 695 |                  | 258 580           | [ 120 ]         |
| III кв. 2022 | 18 672  | 18 672  | 325 158   | 343 830 |                  | 365 923           | [ 121 ]         |
| IV кв. 2022  | 17 147  | 17 147  | 388 131   | 405 278 |                  | 439 701           | [ 122 ]         |
| I кв. 2023   | 10 695  | 10 695  | 412 180   | 422 875 |                  | 440 880           | [ 123 ]         |
| II кв. 2023  | 19 225  | 19 225  | 446 915   | 446 140 |                  | 479 700           | [ 124 ]         |
| III кв. 2023 | 15 985  | 15 985  | 419 074   | 435 059 |                  | 430 488           | [ 125 ]         |
| IV кв. 2023  | 22 969  | 22 969  | 461 538   | 484 507 |                  | 494 989           | [ 126 ]         |

1. ↑  Переданные конечному потребителю автомобили, по которым полностью и правильно оформлены все документы.
2. ↑  Произведённые, но ещё не поставленные или не оформленные автомобили.
3. ↑  Предварительные данные, опубликованные Tesla — общая сумма не сходится с продажами отдельных моделей.

### Финансовое положение
| Год  | Выручка | Чистая прибыль | Активы  | Число сотрудников |
| ---- | ------- | -------------- | ------- | ----------------- |
| 2009 | 112     | −56            | 130     |                   |
| 2010 | 117     | −154           | 386     | 899               |
| 2011 | 204     | −254           | 713     | 1417              |
| 2012 | 413     | −396           | 1114    | 2914              |
| 2013 | 2013    | −74            | 2417    | 5859              |
| 2014 | 3198    | −294           | 5831    | 10 161            |
| 2015 | 4046    | −888           | 8,068   | 13,058            |
| 2016 | 7000    | −773           | 22 664  | 17 782            |
| 2017 | 11 759  | −2240          | 28 655  | 37 543            |
| 2018 | 21 461  | −1063          | 29 740  | 48 817            |
| 2019 | 24 578  | −775           | 34 309  | 48 016            |
| 2020 | 31 536  | 862            | 52 148  | 70 757            |
| 2021 | 53 823  | 5644           | 62 131  | 99 290            |
| 2022 | 81 462  | 12 583         | 82 338  | 127 855           |
| 2023 | 96 773  | 14 997         | 106 618 | 140 473           |
| 2024 | 97 690  | 7130           | 122 070 | 125 665           |

Компания Tesla пользуется финансовой помощью со стороны различных государств, например:
- За право разместить у себя завод по производству аккумуляторных батарей боролись 5 штатов (Техас, Аризона, Нью-Мексико, Невада и Калифорния). Из них наилучшие условия (налоговые льготы в размере 1,3 млрд долларов на строительство и работу сроком на 20 лет, строительство дорожной инфраструктуры и прочее) предоставила Невада. Во время заключения договора от представителя штата прозвучали слова, что строительство Гигафабрики это крупнейшее событие со времён плотины Гувера[140];
- В январе 2010 года Министерство энергетики США выделило 8 млрд долларов для кредитов автопроизводителям на разработку инновационных, передовых автомобильных технологий, из них компания Tesla получила 465 млн (при этом компании Ford по этой программе выделили 5,9 млрд долларов, а Nissan North America — 1,6 млрд)[141]. В 2013 году Tesla досрочно погасила данный кредит почти на 10 лет ранее запланированного срока[142];
- 7 марта 2019 года промышленно-коммерческий банк Китая выдал Tesla целевой кредит в размере 4 млрд юаней (565,51 млн $) только для расходов, связанных с производством электромобилей на заводе Tesla в Шанхае[143].

Часть дохода Tesla Motors связана с определёнными законодательными особенностями штата Калифорния (программа ZEV), согласно которым, автопроизводители обязаны поставлять в штат определённый процент машин, не создающих загрязнения воздуха непосредственно, например электромобилей. Так как все автомобили Tesla относятся к таким, компания перепродаёт часть своей квоты («ZEV credit») производителям бензиновых машин.
The Wall Street Journal отмечала в 2016 году, что Маск использовал для финансирования Tesla средства от госконтрактов SpaceX, а также оформил кредиты на сумму 475 млн долларов США под залог принадлежащих ему акций. По мнению издания, это создаёт риски для других акционеров его компаний.
В ноябре 2024 года на фоне новостей о победе Дональда Трампа на президентских выборах и упоминания им Илона Маска в первой речи после подсчёта результатов акции компании подскочили на 15,26 % на премаркете на бирже NASDAQ — до 289,8 $ за бумагу.

## Модельный ряд автомобилей Tesla

### Tesla Roadster

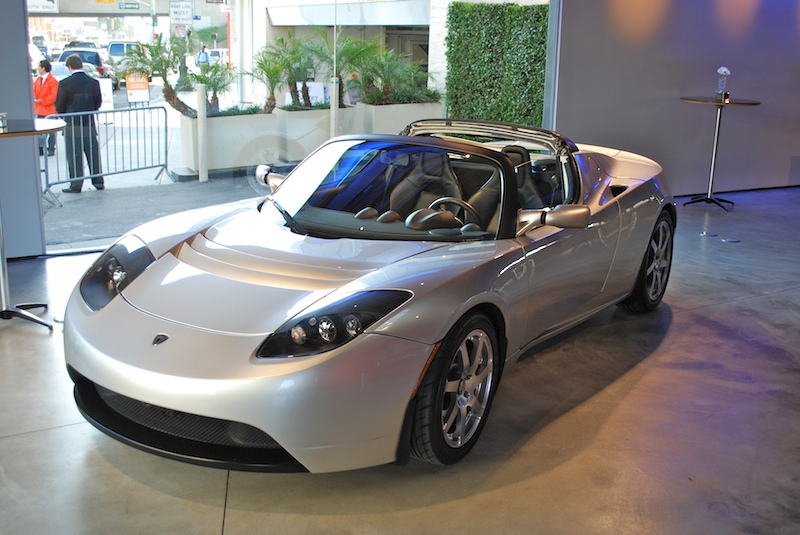
Tesla Roadster

Спортивный электромобиль, первый автомобиль фирмы. Официальная презентация состоялась 19 июля 2006 года в городе Санта-Моника, Калифорния.
Tesla Motors провела конкурс для выбора вида запланированных двух Tesla Roadster, выданных британским производителем спортивных автомобилей Lotus. Автомобили были получены.
Первые 1000 Tesla Roadster были сделаны в течение одного месяца. Цена одного автомобиля составила 100 000 долларов США. Серийное производство началось в марте 2008 года.
Эта модель продавалась до 2012 года, поскольку контракт с Lotus на поставку 2500 машин истёк в конце 2011 года. Компания перестала принимать заявки на американском рынке в августе 2011 года. Следующее поколение этой модели планировалось представить в 2019 году.

### Tesla Model S

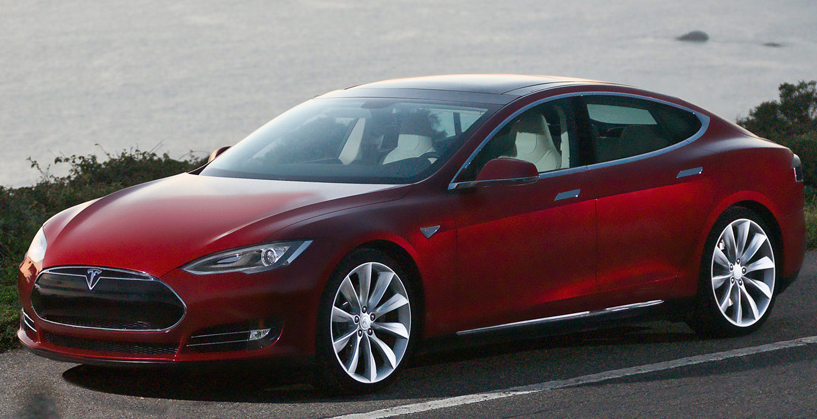
Tesla Model S

Концепт автомобиля был представлен 26 марта 2009 года в городке Хоторн, Калифорния.
Пятидверный хетчбэк разрабатывается под прежним условным обозначением Whitestar фирменным филиалом в Детройте. После окончания проектно-конструкторских работ фабрика должна производить в Калифорнии первоначально 10 000, позже — 25 000 автомобилей модели.
Поставка автомобилей в США началась 22 июня 2012 года. Изначально предлагалось две версии: на 60 и 85 кВт⋅ч, оборудованные одним электродвигателем, расположенным на задней оси. Затем, 9 октября 2014 года, появилась опция с электродвигателями на каждой оси, а уже с 8 апреля 2015 года компания полностью отказалась от однодвигательной комплектации и от 60 кВт⋅ч версии. С этого времени все выпускающиеся машины оборудованы двумя электродвигателями, полным приводом и в базовой версии оснащаются 70 кВт⋅ч батареей. Стартовая цена начинается от 75 750 долларов в США. В зависимости от комплектации, без перезарядки автомобиль сможет проехать 442, 502 и 480 км.
12 ноября 2012 года автомобиль получил награду «Автомобиль года» от американского журнала Motor Trend.
Поставки моделей S и X в 2015 и 2016 годах:
30 марта 2018 года компания Tesla отозвала около 123 тыс. автомобилей серии Model S, которые были выпущены до апреля 2016, для замены деталей гидроусилителя руля. Обуславливалось это тем, что болты гидроусилителя подвержены коррозии в холодное время года. Такое воздействие оказывается из-за соли, которую используют в целях предотвращения обледенения на дорогах.

### Tesla Model X

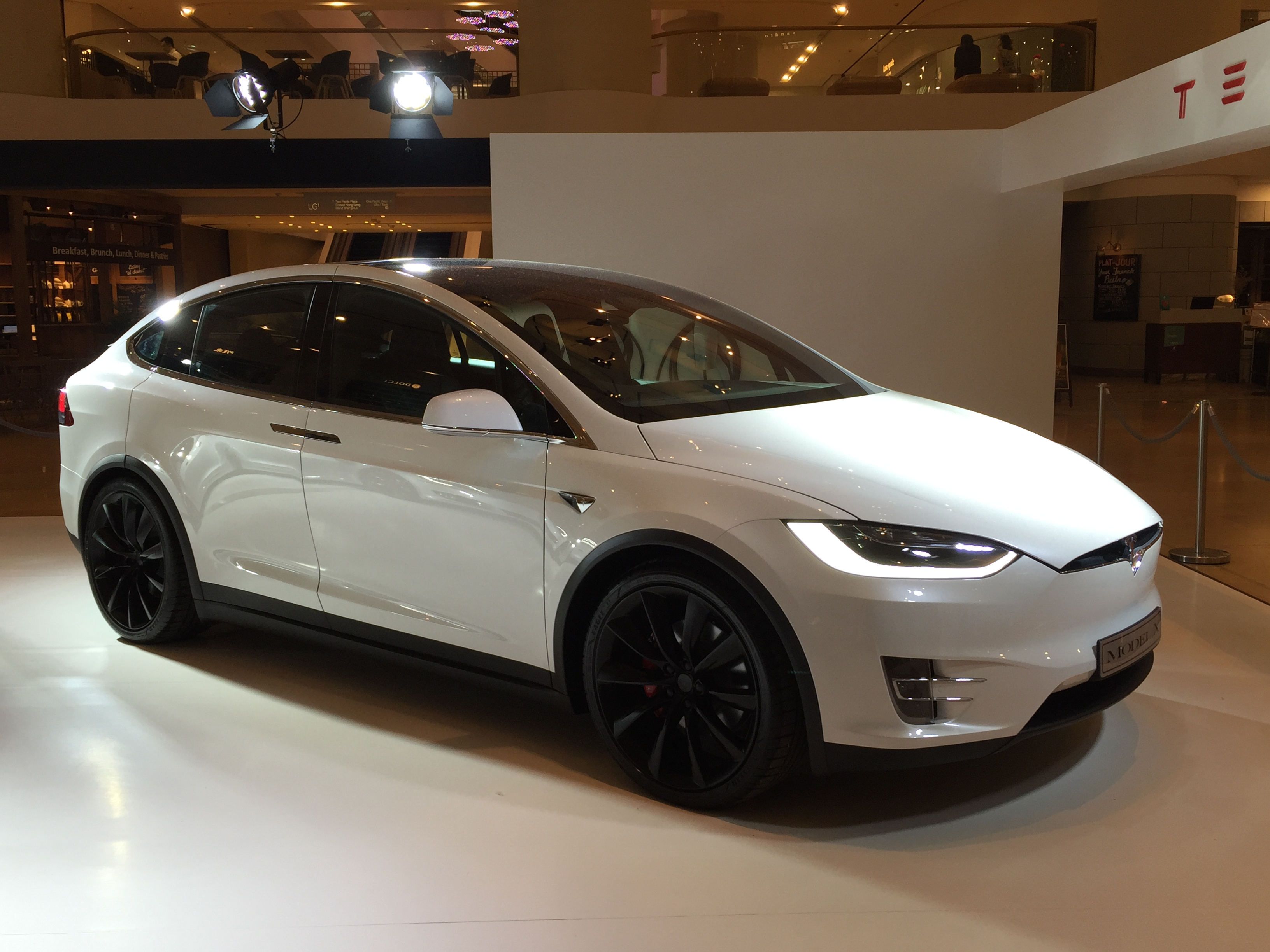
Tesla Model X

9 февраля 2012 года компания представила прототип новой модели — кроссовер под названием Tesla Model X. Тогда же Илон Маск заявил, что производство модели планируется начать в 2013 году. Изначально планировалось, что в конце 2014 года будут поставлены небольшие партии, а полноценный выпуск модели начнётся в 2015 году. Однако в феврале 2014 года было заявлено, что начало поставок ожидается только во втором квартале 2015 года. В ноябре начало поставок было вновь перенесено, на этот раз на третий квартал 2015 года.
По сравнению с Model S внесены следующие изменения: добавлен 3-й ряд сидений, автоматически открывающиеся задние двери вверх для входа пассажиров во 2-й и 3-й ряд, возможность заказать модель с двумя моторами.
В 1-м квартале 2016 года было продано 2400 Tesla Model X.

### Model 3

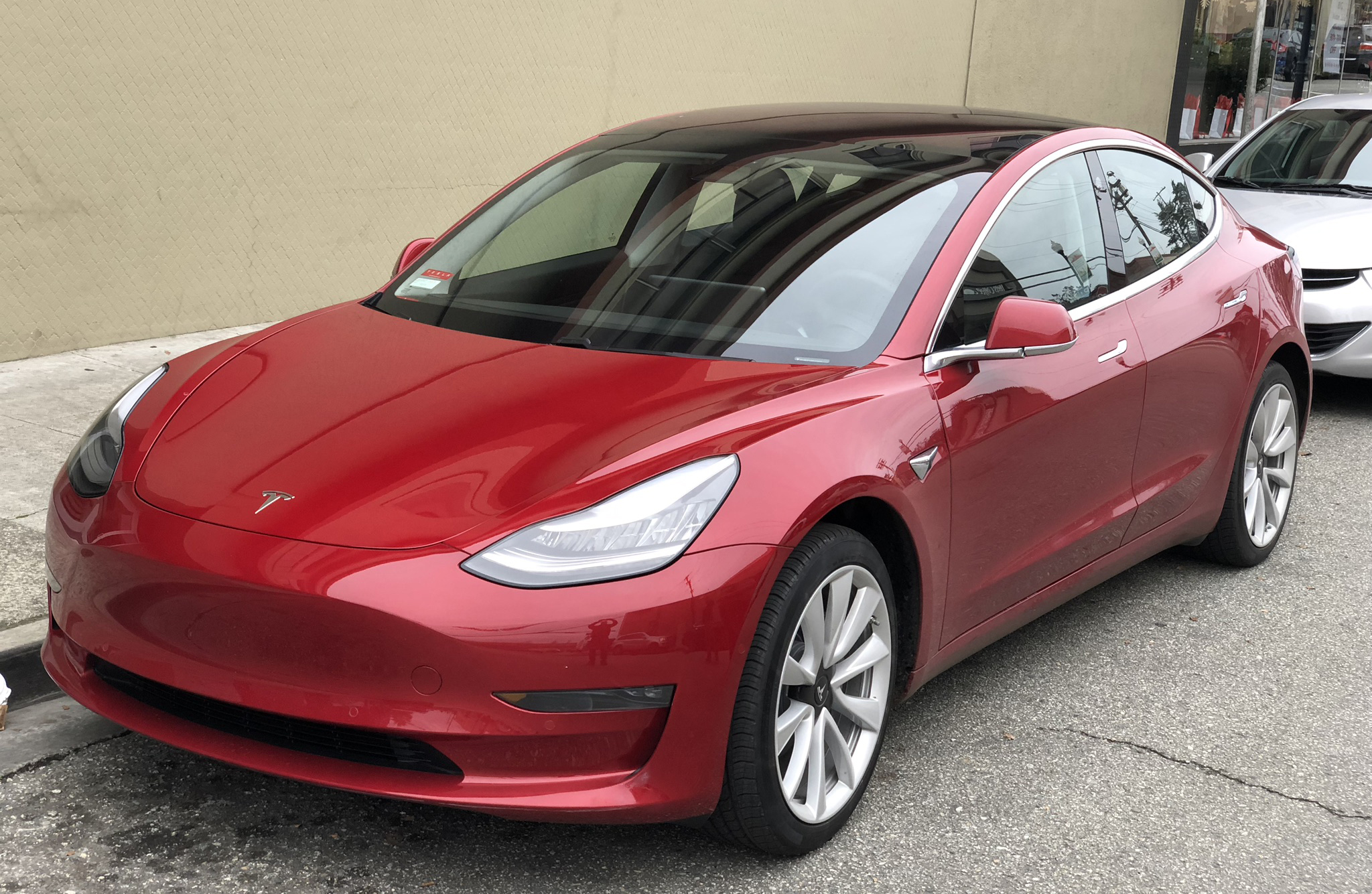
Tesla Model 3

Model 3 изначально носила названия Model E и BlueStar, текущее название было анонсировано 15 июля 2014 года. Model 3 была представлена 1 апреля 2016 года. За первую неделю машину зарезервировали 325 тыс. человек, внеся депозит в одну тысячу долларов. По словам Маска, такой значительный объём заказов должен был привести к корректировке производственных планов компании.
Производство стартовало в 2017 году. Цена стандартной версии — 35 000 долларов, дальность поездки в базовой модели равна 350 км. Автомобиль на 20 % компактнее Model S.

### Model Y

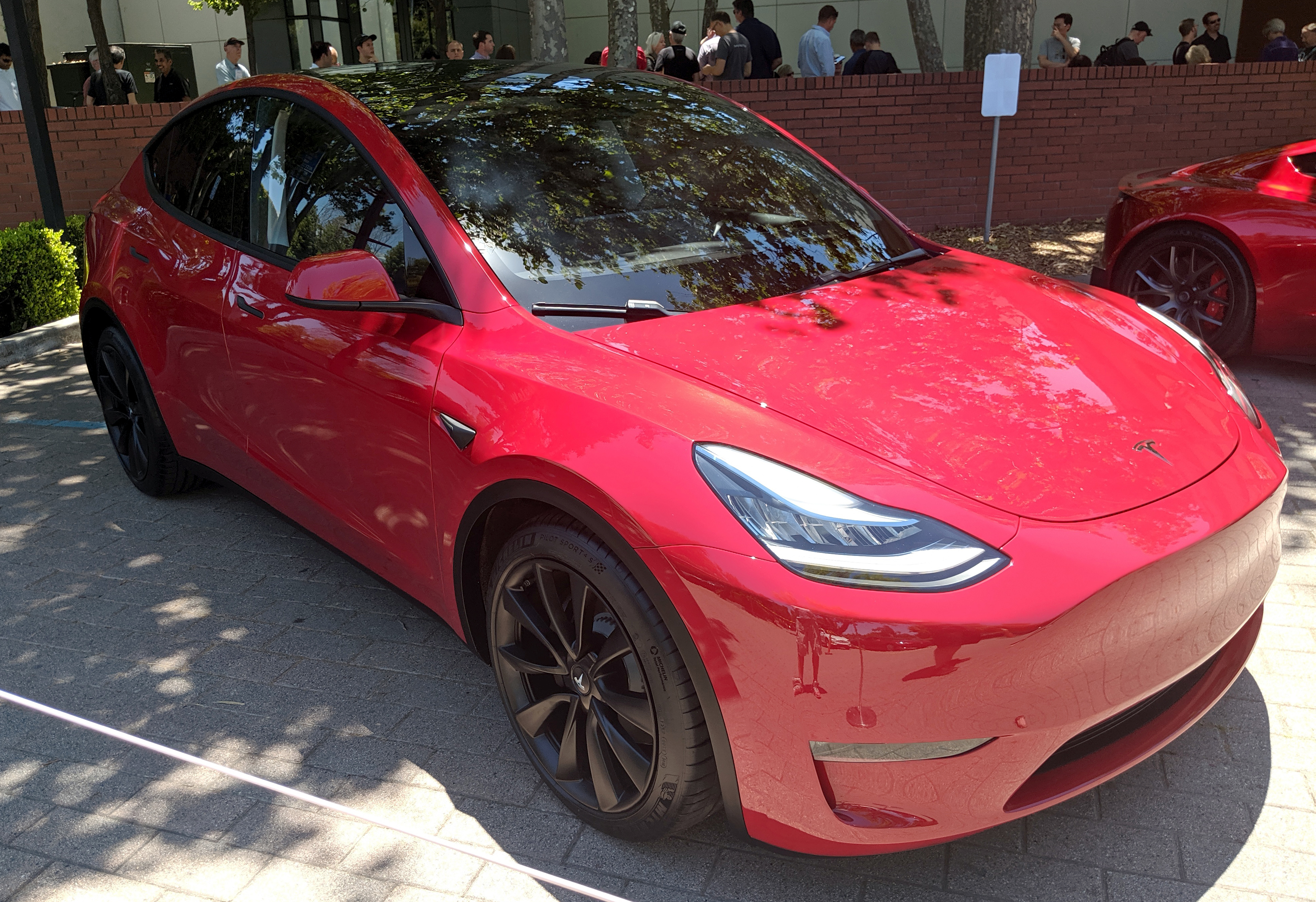
Tesla Model Y

Электрический кроссовер среднего класса, представленный в марте 2019 года. Серийное производство начато на фабрике во Фримонте в январе 2020 года, а поставки потребителям — 13 марта 2020 года. 
В 2024 году модель была самым продаваемым автомобилем в мире. 
В начале 2025 года копания провела рестайлинг модели Y и приступила к продажам.

### Tesla Cybertruck

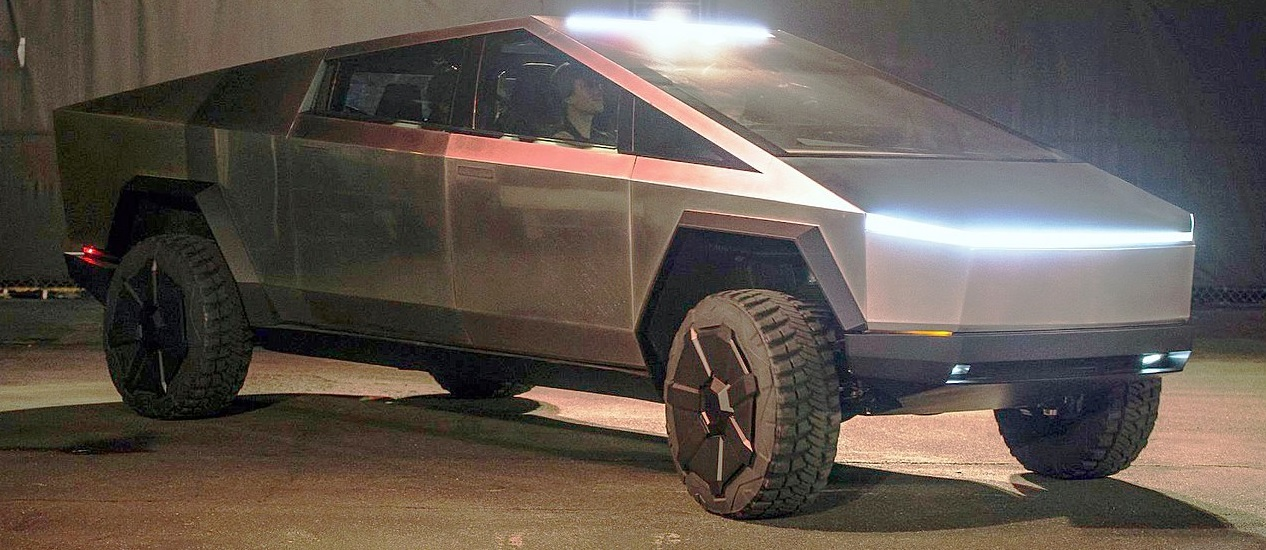
Tesla Cybertruck

21 ноября 2019 года компания представила электрический пикап Tesla Cybertruck. Спустя пять дней после презентации автомобиль собрал 250 000 предзаказов.
Обладает запасом хода на 400—800 км, а также пневмоподвеской, подстраивающейся под нагрузку. Есть опция герметичности и розетки в кузове на 110 и 220 вольт.
Производство было запланировано на конец 2022 года. 20 июля 2022 года Илон Маск сообщил, что производство Cybertruck начнётся летом 2023 года. Первый экземпляр пикапа Cybertruck был выпущен в июле 2023 года. После прохождения пика продаж энтузиастам, в конце 2024 — начале 2025 года появились сообщения о замедлении продаж и падении спроса на Cybertruck.

### Tesla Semi

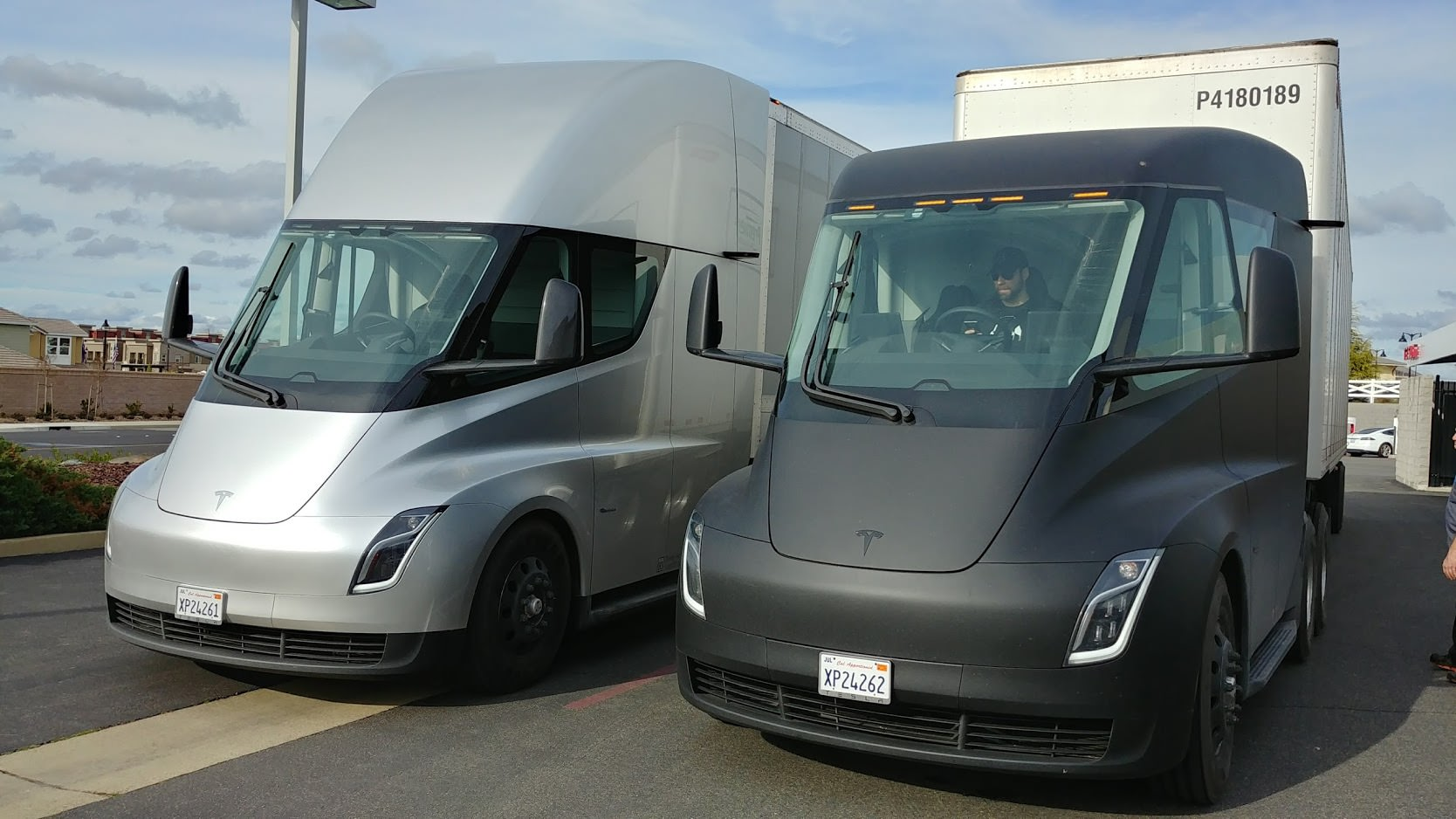
Tesla Semi

16 ноября 2017 Tesla провела презентацию электрического тягача Tesla Semi, производство которого начнется в 2023 году. Запас хода у электрогрузовика составляет примерно 800 км (возможно 900 км) при загрузке в 40 тонн.
Хотя иногда автомобиль называют первым в мире представителем класса электрогрузовиков, он был представлен позже MFTBC E-Fuso Vision One.

### Tesla Roadster (второе поколение)

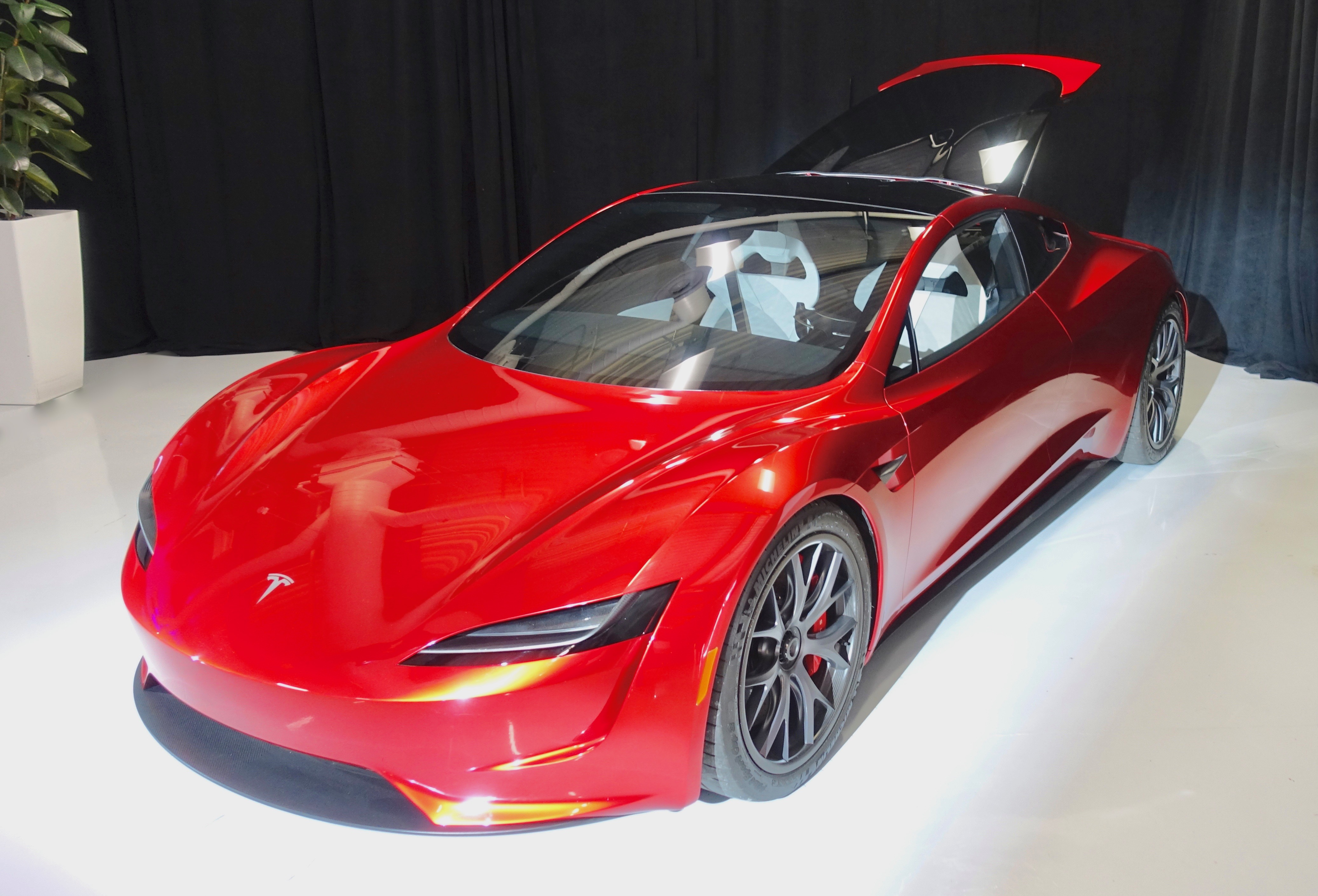
Tesla Roadster второго поколения

Второе поколение электромобиля Tesla Roadster анонсированное в ноябре 2017 года. Среди основных характеристик автомобиля были заявлены: максимальная скорость — свыше 400 км/ч, время разгона с 0 до 96,5 км/ч — 1,9 секунды, максимальный пробег на одной зарядке — до 1000 км.

### Cybercab, Robovan и роботы Optimus
11 октября 2024 года Илон Маск представил гуманоидных роботов Optimus, роботизированное такси Cybercab и микроавтобус Robovan. Роботакси управляется искусственным интеллектом и оснащено индуктивными (работающими без кабеля) зарядными устройствами. Робофургон, по словам Маска, сможет перевозить 20 человек за раз, а Optimus сможет стричь газон, выгуливать собаку, присматривать за детьми или просто быть другом.

## Проблемы и критика

### Технические проблемы
В ноябре 2015 года, после единичного случая обнаружения владельцем ненадёжности замка ремня безопасности переднего пассажирского сиденья на Model S (неправильно собранное болтовое соединение), несмотря на отсутствие дефекта в 3000 проверенных автомобилях, компания отозвала все 90 тысяч автомобилей для проверки и исправления, в случае обнаружения дефекта, через авторизованные станции техобслуживания.
В апреле 2016 года компания отозвала 2700 автомобилей Model X из-за обнаруженного в ходе испытаний дефекта крепления третьего ряда сидений, из-за которого сиденья могут опрокинуться вместе с пассажирами в случае лобового столкновения.
7 мая 2016 года недалеко от городка Вилистона (Williston, Флорида, США) автомобиль Tesla S столкнулся с полуприцепом, который буксировал трактор. Находившийся за рулём 40-летний Джошуа Браун погиб. По информации фирмы Tesla, в момент столкновения автомобиль двигался на автопилоте, но ни автоматика, ни водитель не начали торможения. Это первый в истории случай гибели водителя за рулём автомобиля, ведомого автопилотом. Национальное управление безопасностью движения на трассах США начало собственное расследование аварии. Расследование было закончено в январе 2017 года, в заключении говорится, что автопилот автомобиля Tesla был исправен и работал в полном соответствии с заданным алгоритмом. Далее следуют пояснения. Проведённое в 2007—2011 годах изучение систем автоматического торможения показало, что они неадекватно реагируют на быстро движущиеся в поперечном направлении объекты.
В феврале 2022 года стало известно, что Tesla отзовет более 53 тыс. автомобилей из-за ошибок автопилота. Будут отозваны автомобили Model S и X 2016—2022 годов выпуска, Model 3 2017—2022 годов выпуска и Model Y 2020—2022 годов.
В ноябре 2022 года компания также отозвала более 80 тысяч автомобилей из-за устаревшего программного обеспечения и проблем с ремнями безопасности.
Согласно данным, предоставленным компанией Tesla, Национальной ассоциацией противопожарной защиты и Министерством транспорта США, с 2012 по 2018 года происходило одно возгорание электромобиля на 170 млн миль пробега. Автомобили с двигателем внутреннего сгорания за тот же промежуток времени имеют один пожар на 19 млн миль пробега.

### Происшествия
За период с 2020 по 2023 год в 736 авариях с машинами под управлением автопилота Tesla погибло не менее 17 человек, из них 11 в 2022 году. Ещё 5 человек получили тяжёлые травмы. Одной из причин аварий может служить то, что Tesla демонтировало большинство радарных датчиков на автомобилях, оставив только камеры кругового обзора.

### Судебные иски
В сентябре 2021 года суд Китая обязал Tesla выплатить 233 тыс. долл. по причине продажи компанией подержаного автомобиля, бывшего в крупной аварии и получившего серьёзные повреждения, и того, что компания не предупредила покупателя о том, что авария имела место. Суд присудил компенсацию несмотря на то, что Tesla устранила последствия аварии.
В октябре 2021 года суд Сан-Франциско обязал компанию Tesla выплатить бывшему работнику завода компании во Фримонте (Калифорния) Оуэну Диасу 136,9 млн долларов по причине расовой дискриминации. Сумма стала крупнейшей суммой, присуждённой за расовую дискриминацию в истории.
В июне 2023 года владелец автомобиля Tesla из Бельгии выиграл иск на сумму 158,6 тыс. евро по причине частых поломок автомобиля.
18 июля 2023 года суд штата Делавэр по иску акционеров компании Tesla обязал членов совета директоров Tesla вернуть 735 млн долл. излишне уплаченного им с 2017 по 2020 год вознаграждения. Решение стало одним из крупнейших решений суда по требованию акционеров к топ-менеджерам компаний.

### Критика проекта
Отмена налоговых послаблений на покупку электромобилей в Гонконге обвалила продажи Tesla в этой стране до нуля. Решение правительства страны вступило в силу 1 апреля 2017 года, и в результате в том же месяце в Гонконге не было зарегистрировано ни одного нового автомобиля Tesla. По состоянию на май 2019 года продажи новых Tesla так и не восстановились, но продолжается сбыт подержанных электромобилей. В итоге половина всех зарегистрированных в Гонконге электромобилей принадлежит марке Tesla.
Стив Возняк, один из соучредителей Apple, в начале 2018 года раскритиковал главу Tesla Илона Маска за невыполнение публичных обещаний и за отсутствие ответственности за программные продукты, которые часто выпускаются в виде бета-версий, снимая таким образом ответственность с разработчика.

### Скандал с биржевыми котировками
7 августа 2018 года Илон Маск заявил в Твиттере о своих планах преобразования компании в частную путём выкупа акций по цене 420 долларов. На фоне этого заявления акции компании значительно выросли. Однако уже 24 августа Илон заявил что подобного выкупа акций не произойдёт. Подобные действия привели к расследованию со стороны Комиссии США по ценным бумагам и биржам (SEC) и Минюста США.
29 сентября SEC и Илон достигли досудебного соглашения, в рамках которого Маск покинул пост председателя совета директоров Tesla и не мог занимать его на протяжении трёх лет. Также Маск и компания выплатили по 20 млн долларов штрафа, в совет директоров вошли два независимых участника, и был создан комитет для наблюдения за сообщениями Илона в соцсетях. 8 ноября стало известно, что новым председателем совета директоров стала выбранная Маском Робин Денхолм, ранее работавшая в крупнейшей австралийской телекоммуникационной компании Telstra.

### Скандал на презентации We, Robot
11 октября 2024 года на презентации We, Robot взаимодействие между роботами Optimus и посетителями мероприятия осуществлялось удалённо сотрудниками Tesla. При этом роботы могли передвигаться без внешнего управления с помощью технологий искусственного интеллекта.
Позднее режиссёр научно-фантастического фильма «Я, робот» Алекс Пройас обвинил Илона Маска в копировании дизайна роботов и электрокаров.